# احمد اوزهان
احمد اوزهان (انگلیسی: Ahmet Özhan؛ زادهٔ ۲۶ اوت ۱۹۵۰) موسیقی‌دان اهل ترکیه است. وی از سال ۱۹۶۸ میلادی تاکنون مشغول فعالیت بوده‌است.